# Gerhard Seher
Gerhard Seher (* 25. September 1965 in Münster) ist ein deutscher Rechtswissenschaftler und Professor an der Freien Universität Berlin.

## Leben
Seher studierte ab 1985 Rechtswissenschaft, Philosophie und Geschichte an der Westfälischen Wilhelms-Universität in Münster. Nach der ersten juristischen Staatsprüfung 1991 war er wissenschaftliche Hilfskraft bei Valentin Petev. 1996 legte er in Hamburg die große juristische Staatsprüfung ab. Anschließend war Seher bis 1999 wissenschaftlicher Mitarbeiter bei Gerhard Fezer an der Universität Hamburg. 1999 erfolgte seine Promotion zum Thema Liberalismus und Strafe. Zur Strafrechtsphilosophie von Joel Feinberg. Danach war er bis 2008 wissenschaftlicher Mitarbeiter bzw. wissenschaftlicher Assistent bei Udo Ebert und Frank Neubacher. 2007 erfolgte seine Habilitation zum Thema Die Idee der Zurechnung und ihre Bedeutung in der Dogmatik des Straftatbestandes und ihm wurde die Lehrbefugnis für Strafrecht, Strafprozessrecht und Rechtsphilosophie verliehen. 2008 übernahm er eine Lehrstuhlvertretung an der Universität Leipzig. Von 2008 bis 2009 war er Universitätsprofessor an der Privaten Hanseuniversität in Rostock. Anschließend war er Dozent bzw. übernahm Lehrstuhlvertretungen an der Johannes Gutenberg-Universität Mainz, an der Universität zu Köln, an der Friedrich-Schiller-Universität Jena und an der Albert-Ludwigs-Universität Freiburg. Seit 2011 ist Seher Professor an der Freien Universität Berlin.